# Zool
Zool é um jogo eletrônico criado originalmente para o Amiga pela – como um rival para o Sonic.

## Zool
Zool é um "Ninja da "Nth" Dimension" e é forçado a a pousar na Terra. Para melhorar no ranking ninja ele tem que passar por seis lugares. A Gremlin divulgou que o nome "Zool" não referia ao Zuul do filme Ghostbusters.
O jogo é um puro arcade, jogabilidade rápida, gráficos coloridos e com uma trilha sonora muito popular feita por Patrick Phelan que inspirou vários remixes em electro/techno. O jogo também contêm alguns minigames.
Zool foi também portado para o Atari ST, Game Boy, Sega Mega Drive, SNES, Master System, Sega Game Gear, Amiga CD32, PC, Acorn Archimedes e Jaguar. Um pequeno detalhe no fima da animação da versão original do Amiga mistrava  Zool tirando um porco espinho azul fora de seu caminho: uma referência ao objetivo do game em bater o "Sonic". Este detalhe foi removido nas versões portadas e na versão CD32 o fim foi completamente removido e mostrava um aviso para a sequência, por que, originalmente, Zool tinha uma esposa e crianças no final, mas para o rival Sonic isto não era considerado "Cool", então eles tiveram que ser trocados por uma namorada ninja.

## Zool 2
Zool teve uma sequência, chamada Zool 2, que tinha jogabilidade similiar, mas com gráficos mais "cartoon" e detalhados. O nemesis no jogo era chamado Mental Block.